# Marcos Kremer
Pour les articles homonymes, voir Kremer.

a Compétitions nationales et continentales officielles uniquement.

b Matchs officiels uniquement.
Dernière mise à jour le 12 novembre 2023.
Marcos Kremer, né le 30 juillet 1997 à Concordia (Argentine), est un joueur international argentin de rugby à XV évoluant aux postes de troisième ligne aile ou deuxième ligne au sein de l'ASM Clermont Auvergne en Top 14.

## Carrière

### Jeunesse et formation
Kremer grandit dans une province où le rugby est très peu présent. Ce n'est qu'au collège, sur les recommandations d'un ami, qu'il découvre ce sport. 

### En club
Marcos Kremer commence sa carrière avec le club amateur de Club Salto Grande Rugby à Concordia, Entre Rios, avant de rejoindre l'Atlético del Rosario dans le URBA Top 14, avec qui il évolue à partir de 2015, faisant ses débuts à l'âge de 17 ans.
En 2016, il fait ses débuts en Super Rugby à l'âge de 18 ans avec la franchise des Jaguares. Après seulement deux apparitions lors de sa première saison, il devient un titulaire régulier de l'équipe à partir de la saison 2017.

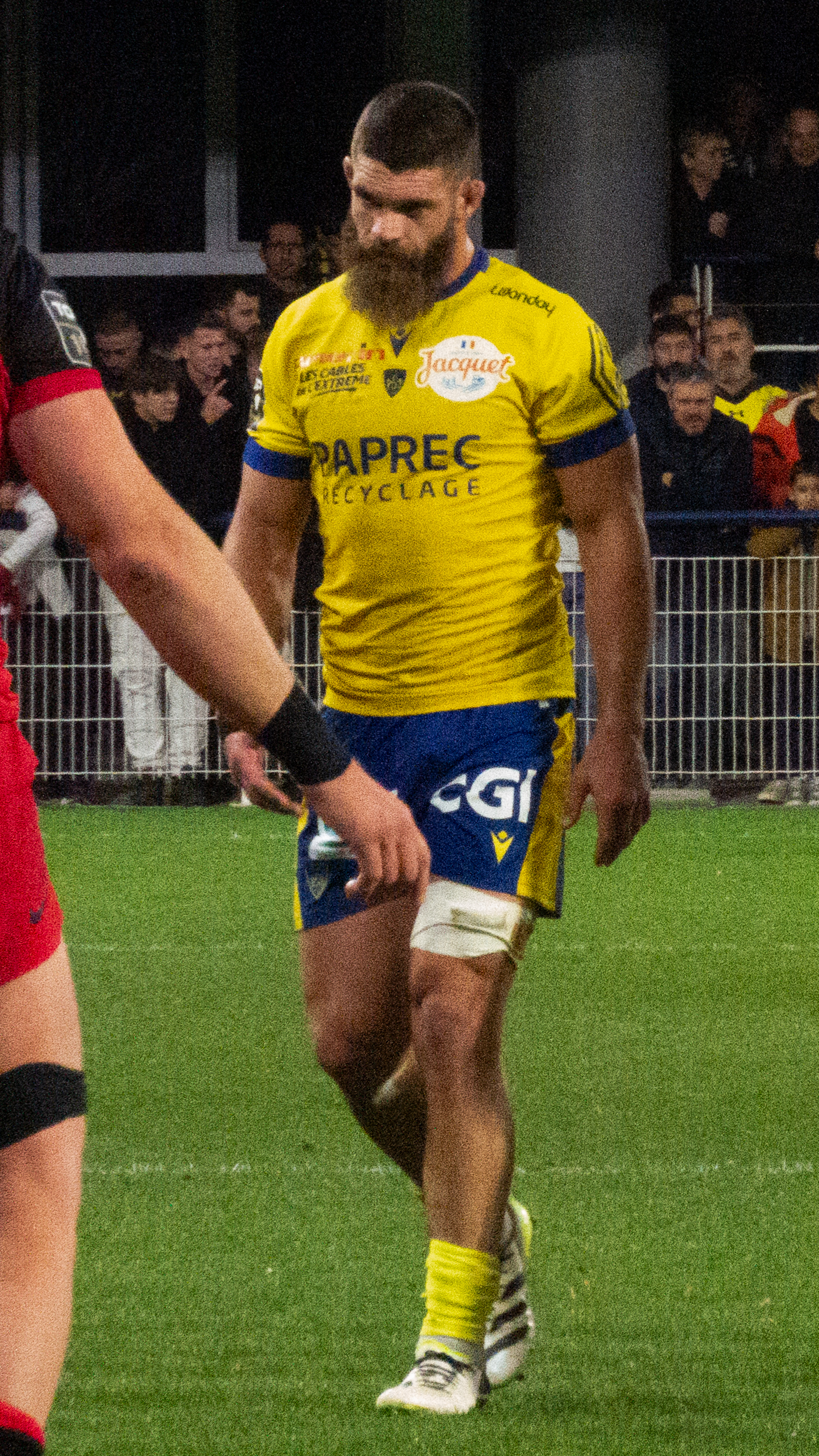
Marcos Kremer sous le maillot clermontois pendant la saison 2023-2024.

En juin 2020, il rejoint l'effectif du Stade français en Top 14 sur la base d'un contrat de trois saisons.
À la fin de son contrat avec le Stade français, il s'engage avec l'ASM Clermont pour un contrat de deux ans, à compter de la saison 2023-2024.

### En équipe nationale
Marcos Kremer est appelé pour jouer avec l'équipe des Jaguars (Argentine A) en janvier 2016, dans le cadre de l'Americas Rugby Championship 2016.
Il joue également avec l'équipe d'Argentine des moins de 20 ans, et dispute les championnats du monde junior en 2016 et 2017,.
Il est sélectionné pour la première fois avec l'équipe d'Argentine en juillet 2016 dans le cadre du Rugby Championship,. Il obtient sa première cape internationale le 10 septembre 2016 à l’occasion d’un match contre l'équipe de Nouvelle-Zélande à Hamilton,.
En 2019, il est sélectionné dans le groupe de 31 joueurs retenu par Mario Ledesma pour la Coupe du monde au Japon,. Il dispute quatre rencontres lors de la compétition, contre la France, les Tonga, l'Angleterre et les États-Unis.

## Palmarès

### En club
- Finaliste du Super Rugby en 2019 avec les Jaguares.

## Statistiques
Au 12 novembre 2023, Marcos Kremer compte 64 capes en équipe d'Argentine, dont 52 en tant que titulaire, depuis le 10 septembre 2016 à l’occasion d’un match contre l'équipe de Nouvelle-Zélande à Hamilton. Il a inscrit trois essais (15 points). 
Il participe à sept éditions du Rugby Championship, en 2016, 2017, 2018, 2019, 2020, 2021 et 2022. Il dispute trente-trois rencontres dans cette compétition.